# Louis Wrede
Ludvig (Louis) Fredric Ernst Wrede, född den 9 juli 1816 i Kristianstad, död den 17 september 1901 på Maglö i Norra Mellby församling, Kristianstads län, var en svensk greve, hovman och diplomat. Han var son till Fabian Ernst Wrede.
Wrede blev student vid Lunds universitet 1834 och avlade kansliexamen där 1844. Han blev extra ordinarie kanslist i Civildepartementet sistnämnda år, attaché vid beskickningen i Köpenhamn 1845, kammarherre hos kronprinsessan 1850, kammarherre hos kronprinsen 1851 och andre sekreterare i Utrikesdepartementet 1852. Wrede var tillförordnad legationssekreterare i London 1854–1855, legationssekreterare i Wien 1856 och tillförordnad i Berlin samma år–1857. Han rappellerades från Wien 1858 och avgick i särskild beskickning till Haag och Wiesbaden 1859. Wrede blev kabinettskammarherre sistnämnda år och ministerresident i Haag samma år. Han återkom och försattes i disponibilitet 1869. Wrede avgick i utomordentlig beskickning till Haag 1870 och till Köpenhamn 1871. Han blev tjänstfri som kabinettskammarherre 1872 och avgick ur diplomatins tjänst 1879. Wrede var godsägare i Norra Mellby socken. Han blev riddare av Nordstjärneorden 1865 och kommendör (av första klassen) av samma orden 1869.